# Condado de Sutter
O condado de Sutter (em inglês:  Sutter County) é um dos 58 condados do estado americano da Califórnia. Foi incorporado em 1850. A sede e cidade mais populosa do condado é Yuba City.

## Geografia
De acordo com o United States Census Bureau, o condado possui uma área de 1 576 km², dos quais 1 560 km² estão cobertos por terra e 16 km² por água.

## Demografia
Segundo o censo nacional de 2010, o condado possui uma população de 94 737 habitantes e uma densidade populacional de 60,7 hab/km². Possui 33 858 residências, que resulta em uma densidade de 22 residências/km².
Das 2 localidades incorporadas no condado, Yuba City é a mais populosa, com 64 925 habitantes, enquanto que Live Oak é a mais densamente povoada, com 1 733 hab/km². De 2000 para 2010, a população de Yuba City cresceu quase 77% e a de Live Oak quase 35%.